# Potentilla ovina
Potentilla ovina är en rosväxtart som beskrevs av John Macoun. Potentilla ovina ingår i Fingerörtssläktet som ingår i familjen rosväxter. Utöver nominatformen finns också underarten P. o. decurrens.